# Museu Nacional de Gitega
El Museu Nacional de Gitega és el museu nacional de Burundi. Està situat a Gitega i va ser fundat sota el poder colonial belga el 1955. És el museu públic més gran de Burundi tot i que la totalitat de la col·lecció es mostra en un únic espai. El 2014 hi havien entre 20 i 50 visitants per setmana.
Originalment fundat pels governants belgues de Burundi el 1955, el museu es creà per conservar els objectes de la cultura tradicional de Burundi en un moment que la cultura declinava arran de la modernització i els canvis socials. La col·lecció del museu inclou objectes etnogràfics i històrics, com alguns elements dels monarques de Burundi. El museu no ha fet adquisicions recents per la manca de fons. No obstant, el 2015 es publicà un catàleg de la col·lecció del museu amb el suport de l'Ambaixada alemanya de Burundi titulat "Le Patrimoine Burundais: le Musée de Gitega".